# Quirien van Haelen
Quirien van Haelen, pseudoniem van Frits Criens jr., (22 april 1981) is een Nederlandse leerkracht en dichter-performer.

## Loopbaan
Van Haelen publiceerde samen met zijn vader Frits Criens (sr.) de bundel Vader & zoon, die door Drs. P welluidend werd ingeleid.
Hij is vooral bekend als dichter van het zogenaamde light verse. Tevens is hij podiumdichter, onder andere samen met het trio De Jonge Heren.
Van Haelen werd bekender doordat hij de jongste opgenomen dichter is in de bloemlezing De Nederlandse poëzie van de 19de tot en met de 21ste eeuw in 2000 en enige gedichten (2004) van Gerrit Komrij.

## Werk
- Vader & zoon, met Frits Criens. Dordrecht, Liverse, 2003.
- Testosteron. Dordrecht, Liverse, 2005.
- Losjes gebonden, onder het pseudoniem Quinty Leeuwenvacht. Utrecht, De Contrabas, 2008.
- ZAP. Utrecht, De Contrabas, 2010.

- International Standard Name Identifier: 0000 0003 9504 9685
- MusicBrainz: 9b5b2379-22a0-40c6-8527-60a549050210
- Nederlandse Thesaurus van Auteursnamen: 242983022
- Virtual International Authority File: 289680453
- WorldCat: E39PBJqVVhRVWTpP34gWxPdqQq